# Piškera
Piškera (także Jadra) – wyspa w Chorwacji, na Morzu Adriatyckim, w archipelagu Kornati.
Zajmuje powierzchnię 2,66 km². Jej wymiary to 4 x 0,9 km. Jest zbudowana z wapienia. Długość wybrzeża to 10,6 km. Sąsiaduje z następującymi wyspami archipelagu: Kornat, Rašip Veli, Lavsa, Panitula Mala i Vela, Veseljuh i Prmetnjak. Na wyspie funkcjonuje marina.